# Сант-Эустакьо (титулярная диакония)
Титулярная диакония Сант-Эустакьо (лат. Diaconia Sancti Eustachii) — титулярная диакония Святого Евстахия была основана Папой Григорием I около 600 года, на месте Нерониано-Александрийских терм, в IX регионе Рима. Титулярная диакония принадлежит базилике Сант-Эустакьо, расположенной в районе Рима Сант-Эустакьо, на виа Сант-Эустакьо.

## Список кардиналов-дьяконов и кардиналов-священников титулярной диаконии Сант-Эустакьо
...
- Григорий — (1088 — 1099, до смерти);
- Грегорио O.S.B. — (1099 — 1134, до смерти);
- Вассало — (1134 — 1142 или 1143, до смерти);
- Астальдо дельи Асталли — (1143 — 1150, назначен кардиналом-священником Санта-Приска);
- Гвидо да Крема — (1150 — 1152, назначен кардиналом-священником Санта-Мария-ин-Трастевере);
- Ильдебрандо Грасси — (1153 — 1157, назначен кардиналом-священником Санти-XII-Апостоли);
- Пьетро ди Мизо — (1158 — 1165, назначен кардиналом-священником Сан-Лоренцо-ин-Дамазо);
- Уго Риказоли — (1165 — 1182, до смерти);
- Джованни Феличи — (1188 — 1189, назначен кардиналом-священником Санта-Сусанна);
- Уголино деи Конти ди Сеньи — (декабрь 1198 — 24 мая 1206, назначен кардиналом-епископом Остии и Веллетри, затем избран Папой Григорием IX);
  - вакантно (1206—1216);
- Альдобрандино Каэтани — (1216 — 1219, назначен кардиналом-священником Санта-Сусанна);
  - вакантно (1219—1227);
- Ринальдо Конти ди Сеньи — (18 сентября 1227 — 21 октября 1232, назначен кардиналом-епископом Остии и Веллетри, затем избран Папой Александром IV);
  - вакантно (1232—1237);
- Гай — (1237 - 1239)
- Роберт Сомеркотс — (1239, назначен кардиналом-священником Сан-Кризогоно);
- Раймунд Ноннат, O. de M. — (1240 — 26 августа 1240, до смерти);
  - вакантно (1240—1244);
- Гульельмо Фиески — (28 мая 1244 — 1256, до смерти);
  - вакантно (1256—1261);
- Уберто ди Кокконато — (17 декабря 1261 — 13 июля 1276, до смерти);
- Джордано Орсини — (12 марта 1278 — 8 сентября 1287, до смерти);
- Пьетро Колонна — (16 мая 1288 — 1298, назначен кардиналом-дьяконом Санти-Серджо-э-Бакко);
- Риккардо Петрони — (4 декабря 1298 — 10 февраля 1314, до смерти);
  - вакантно (1314—1317);
- Арно де Вья — (20 июня 1317 — 24 ноября 1335, до смерти);
  - вакантно (1335—1342);
- Бернар де Ла Тур — (20 сентября 1342 — 7 августа 1361, до смерти);
  - вакантно (1361—1371);
- Пьер Фландрен — (30 мая 1371 — 23 января 1381, до смерти);
- Франческо Ренцио — (21 декабря 1381 — 27 сентября 1390, до смерти);
  - вакантно (1390—1402);
- Бальдассаре Косса — (27 февраля 1402 — 17 мая 1410, назначен кардиналом-епископом Фраскати, затем избран антипапой Иоанном XXIII)
  - вакантно (1410—1413);
- Джакомо Изолани — (18 ноября 1413 — 1420, назначен кардиналом-дьяконом Санта-Мария-делла-Скала — псевдокардинал антипапы Иоанна XXIII);
  - вакантно (1420—1440);
- Альберто Альберти — (8 января 1440 — 3 августа 1445, до смерти);
  - вакантно (1445—1456);
- Жайме де Коимбра — (17 сентября 1456 — 27 августа 1459, до смерти);
- Франческо Нанни-Тодескини-Пикколомини — (5 марта 1460 — 22 сентября 1503, затем избран Папой Пием III);
- Алессандро Фарнезе старший — (29 ноября 1503 — 15 июня 1519, назначен кардиналом-епископом Фраскати, затем избран Папой Павлом III);
  - вакантно (1519—1534);
- Паоло Эмилио Чези — (5 сентября 1534 — 5 августа 1537, до смерти);
- Агостино Тривульцио — (17 августа — 6 сентября 1537, назначен кардиналом-дьяконом Сант-Адриано-аль-Форо);
- Кристофоро Джакобацци — титулярная диакония pro hac vice (6 сентября 1537 — 7 октября 1540, до смерти);
- Гвидо Асканио Сфорца ди Санта Фьора — (10 декабря 1540 — 9 марта 1552, назначен кардиналом-дьяконом Санта-Мария-ин-Виа-Лата);
- Никколо Каэтани — титулярная диакония pro hac vice (9 марта 1552 — 1 мая 1585, до смерти);
- Фердинанд Медичи — (10 мая 1585 — 7 января 1587, назначен кардиналом-дьяконом Санта-Мария-ин-Виа-Лата);
- Филиппо Гваставиллани — (7 января — 17 августа 1587, до смерти);
- Алессандро Дамашени Перетти ди Монтальто — (11 сентября 1587 — 13 марта 1589, назначен кардиналом-дьяконом Сан-Лоренцо-ин-Дамазо);
- Джироламо Маттеи — (20 марта 1589 — 16 февраля 1592); титулярная диакония pro hac vice (16 февраля 1592 — 9 марта 1592, назначен кардиналом-священником Сан-Панкрацио-фуори-ле-Мура);
- Гвидо Пеполи — (9 марта 1592 — 8 января 1596, назначен кардиналом-священником Сан-Пьетро-ин-Монторио);
- Одоардо Фарнезе — (12 июня 1596 — 13 ноября 1617, назначен кардиналом-дьяконом Санта-Мария-ин-Виа-Лата);
- Андреа Барони Перетти Монтальто — (13 ноября 1617 — 11 января 1621, назначен кардиналом-дьяконом Санта-Мария-ин-Виа-Лата);
- Алессандро д’Эсте — (11 января — 19 апреля 1621, назначен кардиналом-дьяконом Санта-Мария-ин-Виа-Лата);
- Маурицио Савойский — (19 апреля 1621 — 16 марта 1626, назначен кардиналом-дьяконом Санта-Мария-ин-Виа-Лата);
- Франческо Бонкомпаньи — (16 марта 1626 — 6 февраля 1634, назначен кардиналом-священником Санти-Куаттро-Коронати);
- Ипполито Альдобрандини младший — (6 февраля 1634 — 19 июля 1638, до смерти);
- Алессандро Чезарини — (28 июля 1638 — 25 января 1644, до смерти);
- Марцио Джинетти — (14 марта — 17 октября 1644, назначен кардиналом-священником Санта-Мария-дельи-Анджели-э-деи-Мартири);
- Карло Медичи — (17 октября — 12 декабря 1644, назначен кардиналом-священником Сан-Систо);
- Джироламо Колонна — (12 декабря 1644 — 23 сентября 1652, назначен кардиналом-священником Сан-Сильвестро-ин-Капите);
- Джанджакомо Теодоро Тривульцио — (23 сентября 1652 — 21 июля 1653, назначен кардиналом-дьяконом Санта-Мария-ин-Виа-Лата);
- Вирджинио Орсини — (21 июля 1653 — 6 марта 1656, назначен кардиналом-дьяконом Санта-Мария-ин-Виа-Лата);
- Винченцо Костагути — (6 марта 1656 — 19 июля 1660, назначен кардиналом-священником Сан-Каллисто);
- Лоренцо Раджи — (30 августа 1660 — 11 февраля 1664, назначен кардиналом-священником Санти-Кирико-э-Джулитта);
- Карло Пио ди Савойя младший — (11 февраля 1664 — 14 ноября 1667, назначен кардиналом-священником Санта-Приска);
- Фридрих Гессен-Дармштадтский — (14 ноября 1667 — 12 марта 1668, назначен кардиналом-дьяконом Сан-Никола-ин-Карчере);
- Дечио Аццолино младший — (12 марта 1668 — 15 февраля 1683, назначен кардиналом-священником Санта-Мария-ин-Трастевере);
- Феличе Роспильози — (12 января — 1 октября 1685, назначен кардиналом-дьяконом Санта-Мария-ин-Козмедин);
- Доменико Мария Корси — (30 сентября 1686 — 3 декабря 1696, назначен кардиналом-священником Сан-Пьетро-ин-Монторио);
- Винченцо Гримани — (16 мая 1698 — 26 сентября 1710, до смерти);
- Аннибале Альбани — (2 марта 1712 — 8 июня 1716, назначен кардиналом-дьяконом Санта-Мария-ин-Козмедин);
- Курцио Ориго — (1 июля 1716 — 20 марта 1726); титулярная диакония pro hac vice (20 марта 1726 — 18 марта 1737, до смерти);
- Нери Мария Корсини — (6 мая 1737 — 6 декабря 1770, до смерти);
- Джованни Костанцо Караччоло — (12 декабря 1770 — 22 сентября 1780, до смерти);
- Паскуале Аквавива д’Арагона — (27 сентября 1780 — 29 февраля 1788, до смерти);
- Винченцо Мария Альтьери — (10 марта 1788 — 12 сентября 1794, назначен кардиналом-дьяконом Санта-Мария-ин-Виа-Лата);
- Филиппо Карандини — (12 сентября 1794 — 28 августа 1810, до смерти); 
  - вакантно (1810—1816);
- Алессандро Ланте Монтефельтро делла Ровере — (29 апреля 1816 — 14 июля 1818, до смерти);
- Джузеппе Альбани — (2 октября 1818 — 28 января 1828, назначен кардиналом-дьяконом Санта-Мария-ин-Виа-Лата); 
  - вакантно (1828—1832);
- Людовико Гаццоли — (17 декабря 1832 — 19 марта 1857, назначен кардиналом-дьяконом Санта-Мария-ин-Виа-Лата);
- Теодольфо Мертэль — (18 марта 1858 — 18 ноября 1881, назначен кардиналом-дьяконом Санта-Мария-ин-Виа-Лата);
- Анджело Якобини — (30 марта 1882 — 2 марта 1886, до смерти); 
  - вакантно (1886—1899);
- Луиджи Тромбетта — (22 июня 1899 — 17 января 1900, до смерти); 
  - вакантно (1900—1914);
- Микеле Лега — (28 мая 1914 — 18 декабря 1924); титулярная диакония pro hac vice (18 декабря 1924 — 21 июня 1926, назначен кардиналом-епископом Фраскати);
- Карло Перози — (24 июня 1926 — 22 февраля 1930, до смерти); 
  - вакантно (1930—1946);
- Джузеппе Бруно — (22 февраля 1946 — 10 ноября 1954, до смерти);
- Фернандо Ченто — титулярная диакония pro hac vice (12 марта 1959 — 23 апреля 1965, назначен кардиналом-епископом Веллетри);
- Фрэнсис Джон Бреннан — (29 июня 1967 — 2 июля 1968, до смерти);
- Джакомо Виолардо — (30 апреля 1969 — 17 марта 1978, до смерти);
  - вакантно (1978—1991);
- Гвидо дель Местри — (28 июня 1991 — 2 августа 1993, до смерти);
  - вакантно (1993—2001);
- Серджо Себастьяни — (21 февраля 2001 — 21 февраля 2011); титулярная диакония pro hac vice (21 февраля 2011 — 16 января 2024, до смерти);
- Роландас Макрицкас — (7 декабря 2024 — по настоящее время).